# Patrick Schwagler
Patrick Schwagler (Orchard Park, 2 marzo 1991) è un pallavolista statunitense.
Gioca nel ruolo di schiacciatore nello Al-Nasr Sports Club.

## Carriera
La carriera di Patrick Schwagler inizia a livello scolastico con la formazione della sua scuola superiore, la Orchard Park High School. In seguito gioca anche a livello universitario, entrando a far parte della squadra della Princeton University, nella Division I NCAA: dopo aver giocato il torneo 2010, salta le due edizioni successive per prendere parte ad una missione umanitaria in Uganda, per poi tornare in campo per il torneo 2013 e concludere la propria carriera universitaria nell'edizione successiva.
Nella stagione 2014-15 firma il suo primo contratto professionistico, giocando nella Serie A2 italiana con la Pallavolo Azzurra Alessano. Successivamente gioca negli Emirati Arabi Uniti con lo Al-Nasr Sports Club.